# دراغان توميتش
دراغان توميتش (1936 - 21 يونيو 2022)، هو سياسي صربي، عضو في الحزب الاشتراكي الصربي، وشغل منصب رئيس صربيا بالنيابة من 23 يوليو 1997 إلى 29 ديسمبر 1997، وشغل منصب نائب رئيس وزراء صربيا من 1998 إلى 2000، ورئيس جمعية صربيا الوطنية من 1994 إلى 2001.

## حياته
ولد عام 1936 في بريشتينا بمملكة يوغوسلافيا آنذاك. تعلم في جامعة بلغراد.